# Stéphane Riethauser
Stéphane Riethauser (* 1972 in Genf, Schweiz) ist ein schweizerischer Filmemacher, Filmproduzent, Journalist, Autor, Übersetzer, Lehrer, Fotograf und Schwulenaktivist.

## Leben und Wirken
Riethauser entstammt großbürgerlichen Verhältnissen. Schon sein Vater, Luc Riethauser, wollte Regisseur werden und drehte in den 1960er Jahren einen Kurzfilm.
Riethauser drehte während seiner Jugend diverse Filmclips, die an Western angelehnt waren und zeigte in dieser Zeit sein Talent zum Filmemachen.
Er studierte Rechtswissenschaften an der Universität Genf und schloss das Studium 1995 ab. Es folgte ein Aufenthalt in New York. Bis 2002 war er als Lehrer tätig. 1999 erfolgte die Gründung seiner Filmproduktionsfirma Lambda Prod. 2000 war er Autor eines Bildbandes mit Coming Outs junger Menschen mit einem Vorwort von Ruth Dreifuss.
Seit 2003 dreht er auch diverse Dokumentarfilme für den Schweizer Radio- und Fernsehsender RTS, so für die Kultursendung Ilico.
Auch ist er als Schwulenaktivist mit seinem künstlerischen Werk in der Schweiz tätig. So schrieb er für das schweizerische Magazin 360° als Journalist.
Europaweit bekannt wurde er 2019 durch den Dokumentarfilm Madame, der die wechselseitige Lebensgeschichte seiner Großmutter und von ihm in Prozessen der Selbst- und Identitätsfindung darstellt. Der Film nahm an diversen Festivals teil, so an den Filmfestspielen von Locarno, den Festivals in Solothurn, Taipeh, Duisburg, Tübingen, Wien, Madrid, Nyon und Zürich. Auszeichnungen erhielt er unter anderem in Thessaloniki und Madrid.
Seit 2009 lebt und arbeitet er als freier Filmemacher in Berlin.

## Filmografie (Auswahl)
- 2005: Guerre de l’eau a El Alto, Bolivie, Dokumentarfilm (zusammen mit Jean-Jacques Fontaine) (Kampf ums Wasser in El Alto, Bolivien).
- 2005: Ein Wald der Skulpturen- das Leben und Werk Simon Spierers, Dokumentarfilm (zusammen mit Marie-Catherine Theiler)
- 2007: Raimund Hoghe, un danseur hors nome, Dokumentarfilm (Raimund Hoghe, ein außergewöhnlicher Tänzer)
- 2007: Gay Chic, Dokumentarfilm
- 2007: David Lynch: The Air is on fire, Dokumentarfilm
- 2007: Le Temps suspendu, Dokumentarfilm über den Maler Marius Borgeaud, Dokumentarfilm (zusammen mit Marie-Catherine Theiler) (Die suspendierte Zeit)
- 2012: Prora, fiktionaler Kurzfilm
- 2016: Garten der Sterne, Dokumentarfilm
- 2019: Madame, Dokumentarfilm